# Juno First
Juno First est un shoot 'em up à scrolling vertical développé par Konami en 1983. Il est sorti sur borne d'arcade, MSX, Commodore 64, Atari 800 et Atari 2600.

## Système de jeu
Le joueur contrôle un vaisseau représenté dans un espace en perspective. Il doit se débarrasser des ennemis qui apparaissent à l'horizon. Il peut pour cela se déplacer vers la droite, la gauche mais aussi vers l'avant et vers l'arrière pour mieux échapper aux ennemis. Des objets bonus permettent occasionnellement d'augmenter plus vite les points gagnés.

## Postérité
Le jeu est l'une des entrées de l'ouvrage Les 1001 jeux vidéo auxquels il faut avoir joué dans sa vie.